# Тысячник, Андрей Антонович
Андре́й Анто́нович Ты́сячник — наводчик орудия 1160-го стрелкового полка 352-й стрелковой дивизии 31-й армии 1-го Белорусского фронта, сержант.

## Биография
Родился в 1913 году в городе Белополье (ныне Сумской области) в семье рабочего. Украинец. Образование неполное среднее. Работал слесарем.
В Красной армии с 1938 года. Участник советско-финской войны 1939—1940 годов. Участник Великой Отечественной войны с июня 1941 года. Отличился при освобождении Орши, Минска, Лиды, во время Восточно-Прусской наступательной операции. В боях с немецкими войсками несколько раз был ранен.
Замковый 45-миллиметровой противотанковой пушки 1160-го стрелкового полка сержант Андрей Тысячник 23—25 июня 1944 года в боях за деревню Загваздино Дубровенского района Витебской области Белоруссии прямой наводкой истребил свыше десяти пехотинцев, вывел из строя тяжёлое орудие. Приказом от 31 июля 1944 года «за образцовое выполнение заданий командования в боях с немецко-фашистскими захватчиками» сержант Тысячник Андрей Антонович был награждён орденом Славы 3-й степени.
Наводчик орудия Андрей Тысячник 29 сентября 1944 года в боях за город Сувалки уничтожил свыше десяти вражеских солдат и офицеров, подавил три пулемёта. Был ранен, но поля боя не покинул. Приказом от 29 октября 1944 года «за образцовое выполнение заданий командования в боях с немецко-фашистскими захватчиками» сержант Тысячник Андрей Антонович был награждён орденом Славы 2-й степени.
3 апреля 1945 года при прорыве обороны противника у населенного пункта Поршкайм (ныне в составе посёлка Побережье Калининградской области) Андрей Тысячник разбил зенитную пушку, три автомашины с боеприпасами и истребил свыше десяти гитлеровцев. Указом Президиума Верховного Совета СССР от 29 июня 1945 года «за образцовое выполнение заданий командования в боях с немецко-фашистскими захватчиками» сержант Тысячник Андрей Антонович был награждён орденом Славы 1-й степени, став полным кавалером ордена Славы.
5 апреля 1945 года он умер от ран. По официальным источникам, был похоронен в городе Борисов Минской области, но в настоящее время место его захоронения неизвестно.
Награждён орденами Славы 1-й, 2-й и 3-й степени, медалями. Его имя выбито на памятном знаке землякам-героям в городе Белополье.